# Killzone
Killzone — видеоигра в жанре шутера от первого лица, разработанная студией Guerrilla Games для PlayStation 2. В США игра вышла 2 ноября 2004 года, во всём мире 26 ноября 2004 года. 6 сентября 2012 года SCE анонсировала сборник Killzone Trilogy для PlayStation 3, который будет включать первую часть Killzone, переработанную в формат HD, а также Killzone 2 и Killzone 3. Сборник был разработан и выпущен компанией Supermassive Games 23 октября 2012 года.

## Игровой процесс
Killzone является классическим шутером от первого лица.
Персонаж может носить с собой 3 вида оружия одновременно, при этом на основном оружии имеются подствольные крепления (в виде гранатомёта или дробовика). Также персонаж может использовать гранаты для уничтожения скоплений противника или вынудить его покинуть укрытие. Рукопашный бой реализован через специальную иконку, высвечивающийся при приближении к противнику. Оружейный ассортимент в игре представлен, начиная с пистолетов и заканчивая тяжелым оружием (например, пулемёты).
В игре имеется возможность играть за 4 основных протагонистов, открываемых постепенно по сюжету, и имеющие свои особые способности:
- Капитан Ян Тэмплар — среднее здоровье, использует большинство видов оружия, командир команды.
- Теневой маршал Люгер — относительно слабое здоровье, но быстрая регенерация; использует пистолет-пулемёт с глушителем и ПНВ, может лазить по специальным канатам и пролезать в труднодоступных местах, меняя своё тактическое местоположение.
- Мастер-сержант Рикардо «Рико» Веласкес — большой запас здоровья, в основном использует тяжёлый пулемёт с подствольным ракетомётом; может нести больше боеприпасов, чем другие герои.
- Полковник Грегор Хака — среднее здоровье, но быстрая регенерация; специалист по вооружению и технологиям Хелган.

### Мультиплеер
Многопользовательская игра включает в себя 6 режимов: Бой на смерть, Командный бой, Доминирование, Нападение, Защита и уничтожение, Поставка.
Большинство режимов имеют те же особенности, что и в других шутеров, за исключением режима «Поставка». Суть режима состоит в соревновании команд за контроль особых пакетов-поставок похожих на сумки, кто соберёт и положит в специальные ящики большинство таких пакетов, та команда и выигрывает.
Мультиплеер представлен двумя фракциями: армией МСА и армией империи Хелган. Максимальное количество игроков поддерживается до 16 человек за матч. Игроки при старте матча появляются с штурмовой винтовкой, но на поле боя имеется возможность подбирать разбросанное оружие.
Сама сетевая игра может происходить в режиме оффлайн при игре с ботами, и в режиме онлайн с реальными игроками.

## Сюжет

### Предыстория
Действие игры разворачивается в далёком будущем в 2357 году, когда человечество стало осваивать глубины космоса после ядерной войны 2055—2059 годов, вызванной дефицитом ресурсов на планете, и сделавшей большую часть Земли необитаемой. После войны правительства стран мира сформировали мирный международный союз, известный как Объединённые Колониальные Нации (ОКН; англ. United Colonial Nations, UCN).
Партнерство с частными корпорациями позволило объединению создать колонии в системе Альфа Центавра, где были найдены две пригодные для жизни планеты: Векта (англ. Vekta), богатый мир земного типа, и Хелган (англ. Helghan), бесплодная пустошь, названная в честь одноимённой компании. Впоследствии, созданная на планете корпорация Хелган (англ. Helghan Corporation) стремилась незаконно приобрести права собственности на колонию Векта, принадлежащую UCN, но когда земное правительство ввело санкции против неправомерного завладения колонией и чрезмерной монополии на рынке системы, разразилась новая война (известная как Первая экстрасолнечная война; англ. First Extrasolar War), которая привела к тому, что Межпланетный Стратегический Альянс (МСА; англ. Interplanetary Strategic Alliance, ISA), военное подразделение UCN, вытеснил корпорацию из Векты.
В ответ изгнанные колонисты создали своё собственное государство на Хелгане, построенное на принципах милитаризма, фашизма и авторитаризма. Суровая среда и атмосфера планеты убила многих колонистов, вынудив выживших использовать респираторы и противогазы, чтобы дышать. В конце концов, население, теперь известное как Хелгаст, мутировало в безволосых людей с повышенной силой, выносливостью и интеллектом. Жаждущие отомстить землянам и вектанцам за страдания своего народа и убежденные в своем превосходстве над людьми, хелгасты начинают наступление на Векту, чтобы расширить свою империю, и впоследствии напасть на Землю и соседние звездные системы.

### Основная завязка
Сколар Визари (англ. Scolar Visari), император Хелгана, посылает 3-ю хелганскую армию, чтобы начать тайное вторжение на Векту. Предупрежденные об атаке, ISA пытаются предотвратить его с помощью своей сети SD (Solar Defense), но не могут вовремя активировать её, чтобы остановить захватчиков. Воспользовавшись элементом неожиданности, хелгасты быстро сокрушают неподготовленные наземные силы ISA и захватывают несколько стратегических объектов, включая Центральное командование ISA.
Во время участия в контрнаступлении против хелгастов, капитан Ян Тэмплар (англ. Jan Templar), ветеран ISA, был вызван на встречу своим наставником и близким другом генералом Брэдли Вотоном (англ. Bradley Vaughton). Генерал сообщает, что ISA запросила помощь у UCN и работает над восстановлением сети защиты. Он также сообщает, что полухелганский офицер разведки полковник Грегор Хака (англ. Gregor Hakha) по его приказу проник в ближайшее окружение командующего Хелганской 3-й армией генерала Жозефа Ленте (англ. Joseph Lente) с целью шпионажа и передачи важной информации. Поскольку Хака — единственная персона, знающая как захватчики обошли SD, Вотон поручает Яну найти его. Пройдя через все атакуемые и оборонительные позиции Центрального командования ISA, Ян сталкивается с Люгером (англ. Luger) — бывшей боевой подругой, которая теперь работает в элитной дивизии ISA, известной как Теневые Маршалы. Позже он находит и вербует Рико Веласкеса (англ. Ricardo «Rico» Velasquez), мастера-сержанта ISA, желающего отомстить хелгастам за резню своего взвода.
После спасения Хаки команда узнаёт, что генерал-лейтенант Стюарт Адамс (англ. Stuart Adams), руководитель орбитальной стратегической платформы защиты (англ. Orbital Strategic Defense Platform), тайно работает на Ленте. Он убивает Вотона и берёт на себя управление платформой, планируя использовать её для уничтожения флота ISA, направлявшегося на Векту в качестве подкрепления. Под руководством Яна команда уничтожает несколько баз и инфраструктуру хелгастов, в конечном итоге перехватывая и убивая Ленте, когда он пытается разобраться с ними лично.
Команда прилетает в центр управления станции, где находится Адамс. При встрече с ними он утверждает, что хелгасты не остановятся ни перед чем, чтобы вернуть Векту, независимо от того, сколько жизней они потеряют. Тем не менее, команда отключает станцию и эвакуируется, в это же время подоспевший флот ISA уничтожает её вместе с раненым генералом Адамсом. Ян и Люгер размышляют о том, что ждет их в будущем, понимая, что настоящая война с империей Хелган всё ещё впереди.

## Реакция игровой прессы
| Сводный рейтинг       | Сводный рейтинг |
| Агрегатор             | Оценка          |
| --------------------- | --------------- |
| GameRankings          | 74,00 %         |
| Metacritic            | 70/100          |
| MobyRank              | 72/100          |
| TopTenReviews         | 2,9480/4        |
| Иноязычные издания    |                 |
| Издание               | Оценка          |
| 1UP.com               | B+              |
| Edge                  | 6/10            |
| Eurogamer             | 5/10            |
| Game Informer         | 7,5/10          |
| GamePro               | [ 13 ]          |
| GameRevolution        | (C)             |
| GameSpot              | 6,9/10          |
| GameSpy               | 3/5             |
| GamesRadar+           | [ 16 ]          |
| GameZone              | 7,8/10          |
| IGN                   | 7,5/10          |
| VideoGamer            | 5/10            |
| Gamereactor           | 9/10            |
| NZGamer               | 7,5/10          |
| GamingTrend           | 80 %            |
| DarkZero              | 4,2/5           |
| Русскоязычные издания |                 |
| Издание               | Оценка          |
| «Канобу»              | 4/10            |
| «Страна игр»          | 8/10            |

Killzone получил в основном средние отзывы от различных изданий. По данным агрегатора Metacritic игра имеет совокупный балл 80/100, соответственно на агрегаторе GameRankings совокупный балл составляет 74 %.
Авторы больше всего критиковали технические проблемы Killzone, включая несовершенный ИИ, случайные ошибки, проблемы с частотой кадров и графикой, однообразную озвучку и неуклюжую систему управления, игровой процесс.
IGN назвал Killzone — хорошей игрой, но с некоторыми проблемами. Издание подвергнуло критике ИИ боевых товарищей протагониста, практическое отсутствие перестрелок на пустых локациях, частота кадров, низкокачественные модели и текстуры. Позитивными сторонами игры были названы доставляющий ощущения сценарий; звуковое оформление, визуальные эффекты со стилем и окружением, графика локаций и оружия.
GameSpy поставил игре 3 звезды из 5, и утверждает, что Killzone частично пострадал из-за огромной рекламы, которую он получил до релиза, что превысило ожидания, которые остались невыполненными. Несмотря на это, редакция восхищается звуковыми эффектами игры, его саундтреком и визуальным представлением песчаной зоны боевых действий, также был оценён уникальный «твёрдый» научно-фантастический дизайн Killzone.
GameSpot понравились особенности игры: длительная одиночная кампания, интересная история и художественная режиссура, разнообразие окружающей среды локаций, боевые действия, а также полностью проработанный многопользовательский онлайн-режим. Автору не понравился сюжет игры, из-за недосказанности и не раскрытии интересных сюжетных аспектов; графические, геймплейные и технические недостатки в виде багов, озвучка персонажей.
Рецензору Кристану Риду из Eurogamer крайне не понравилась игра, присудив ей 5 из 10. По его мнению Killzone не оправдал своих ожиданий в преддверии выпуска, которое было навязано «сбивающим с толку ажиотажем». Также он негативно высказался за непонятную основу повествования сюжета, трудный уровень сложности, отсутствие разнообразия в игре, систему контрольных точек, а также за ошибки ИИ и плохие визуальные эффекты.
Игровой веб-сайт GameZone утвердил игре оценку 7,8 из 10, и указал на приятные элементы управления, красивый графический вид с фантастической детализацией, отличный оркестровый саундтрек. Однако сомнению были подвергнуты ИИ врагов, однотипные события игры, некоторые текстурные проблемы, повторяющиеся фразы солдат-хелгастов, тяжёлая сложность, низкая частота кадров.
Кирилл Перевозчиков из Канобу, присудил Killzone самый низкий балл (ниже среднего) из всех изданий, а именно 4 из 10. Высказав своё мнение, что «Первая Killzone в высшей степени противоречивой: самый раскрученный шутер для PS2, игра получилась чрезмерно сложной, затянутой, да и просто кривой.». В наибольшей степени автором критиковалась ни чем не отличающаяся графика HD-версии игры, чрезмерно тяжёлый уровень сложности и неправильно расставленные чекпойнты.